# Copaifera reticulata
Copaifera reticulata är en ärtväxtart som beskrevs av Adolpho Ducke. Copaifera reticulata ingår i släktet Copaifera, och familjen ärtväxter.

## Underarter
Arten delas in i följande underarter:
- C. r. peruviana
- C. r. reticulata